# Cantone di Bourg-en-Bresse-1
Il Cantone di Bourg-en-Bresse-1 è una divisione amministrativa dell'arrondissement di Bourg-en-Bresse.
A seguito della riforma approvata con decreto del 13 febbraio 2014, che ha avuto attuazione dopo le elezioni dipartimentali del 2015, comprende una parte della città di Bourg-en-Bresse e il comune di Viriat.